# Apóstoles (departamento)
Apóstoles é um departamento da província argentina de Misiones.